# Tim de Zeeuw
Pieter Timotheus (Tim) de Zeeuw (Sleen, 12 maggio 1956) è un astronomo olandese, specializzato nella formazione, struttura e dinamica delle galassie.

## Biografia
Nato a Sleen, un sobborgo di Coevorden, ha conseguito il dottorato in matematica nel 1980 presso l'università di Leida ed in astronomia nel 1984. In seguito ha lavorato presso l'Istituto di studi Avanzati di Princeton e presso il Caltech, tornando in patria nel 1990 come docente di astronomia teorica a Leida.
Nel 1993 è divenuto direttore della Netherlands Research School for Astronomy (NOVA), la scuola di ricerca olandese per l'astronomia, che coordina l'istruzione universitaria e la ricerca astronomica presso i cinque istituti universitari di astronomia nei Paesi Bassi. È anche il cofondatore del Lorentz Center, un centro internazionale per l'astronomia, matematica e fisica a Leida.
Nel 2003 è stato nominato direttore scientifico dell'osservatorio di Leida. Nel 2007 è stato nominato direttore generale dell'ESO subentrando a Catherine Cesarsky, carica che ha mantenuto sino al 2017.
Tim de Zeeuw è sposato con l'astronoma Ewine van Dishoeck.
Nel 2022 il consiglio direttivo dell'università di Leiden ha allontanato de Zeeuw dall'ateneo revocandogli gli incarichi che ricopriva, in quanto "coinvolto in varie forme di abuso di potere e comportamenti indesiderabili, avendo riscontrato "un modello sistematico di calunnia, abuso di potere, discriminazione di genere, umiliazione pubblica e la costante minaccia di danni alla carriera professionale dei denuncianti".

## Riconoscimenti
- Nel 2001 gli è stato attribuito il premio Descartes-Huygens[8].
- Nel 2002 gli è stato assegnato una laurea honoris causa da parte dell'Università Claude-Bernard di Lione[9].
- Nel 2009, è stato insignito del Premio Brouwer alla carriera in meccanica celeste, assegnato dall'American Astronomical Society.[10]
- Nel maggio 2018, in occasione della conferenza annuale di astronomia dei Paesi Bassi è stato insignito dell'Ordine del Leone dei Paesi Bassi.[11]
- Gli è stato dedicato un asteroide, 10970 de Zeeuw[12].